# Musée d'Orsanmichele
Le musée d'Orsanmichele est le lieu d'exposition des statues originales de l'église d'Orsanmichele.

## Les lieux
Le musée occupe les deux étages monumentaux du bâtiment, une ancienne loggia retransformée en lieu de culte. Les réserves à grains des étages, conservées et destinées aux périodes de disette pendant le Moyen Âge, ont fait place en 1996, à un lieu d'exposition des originaux de 11 des 14 statues des niches de l'église pour les protéger des intempéries.
Un escalier de pierre encastré dans les murs permet d'accéder au premier étage du musée depuis l'intérieur de l'église. Le parcours terminé les visiteurs sortent des lieux par une passerelle reliant le bâtiment au Palazzo della Lana. 

### Le premier étage des originaux des statues
Elles sont les œuvres des plus grands maîtres florentins du Quattrocento (seuls le San Matteo de Ghiberti, toujours dans sa niche de destination, et le San Giorgio de Donatello, transféré au musée du Bargello en 1891, ont quitté leur lieu d'origine).
Le projet de les remettre dans des niches similaires a été abandonné.

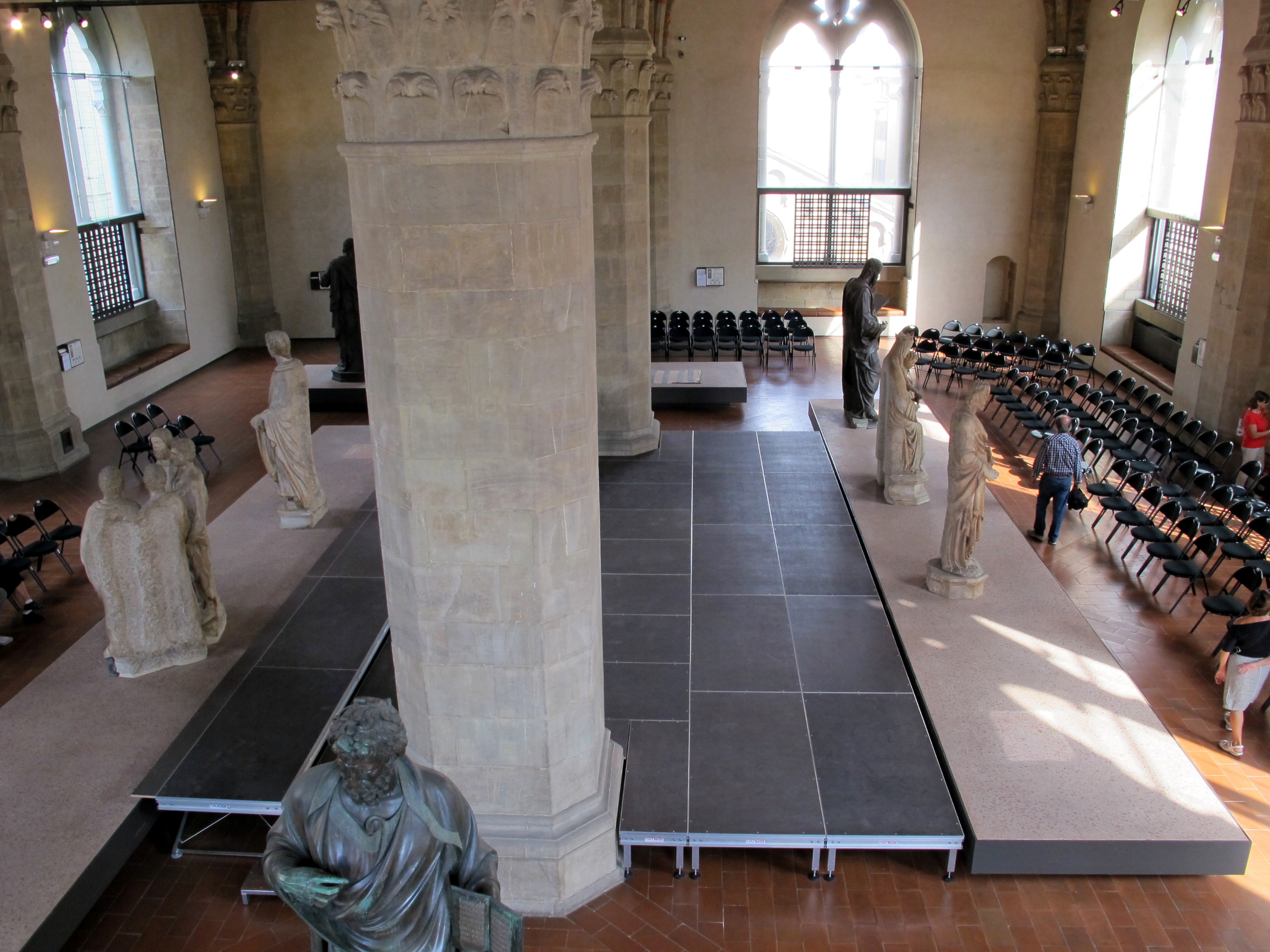
Le premier étage. lieu de conférences également.
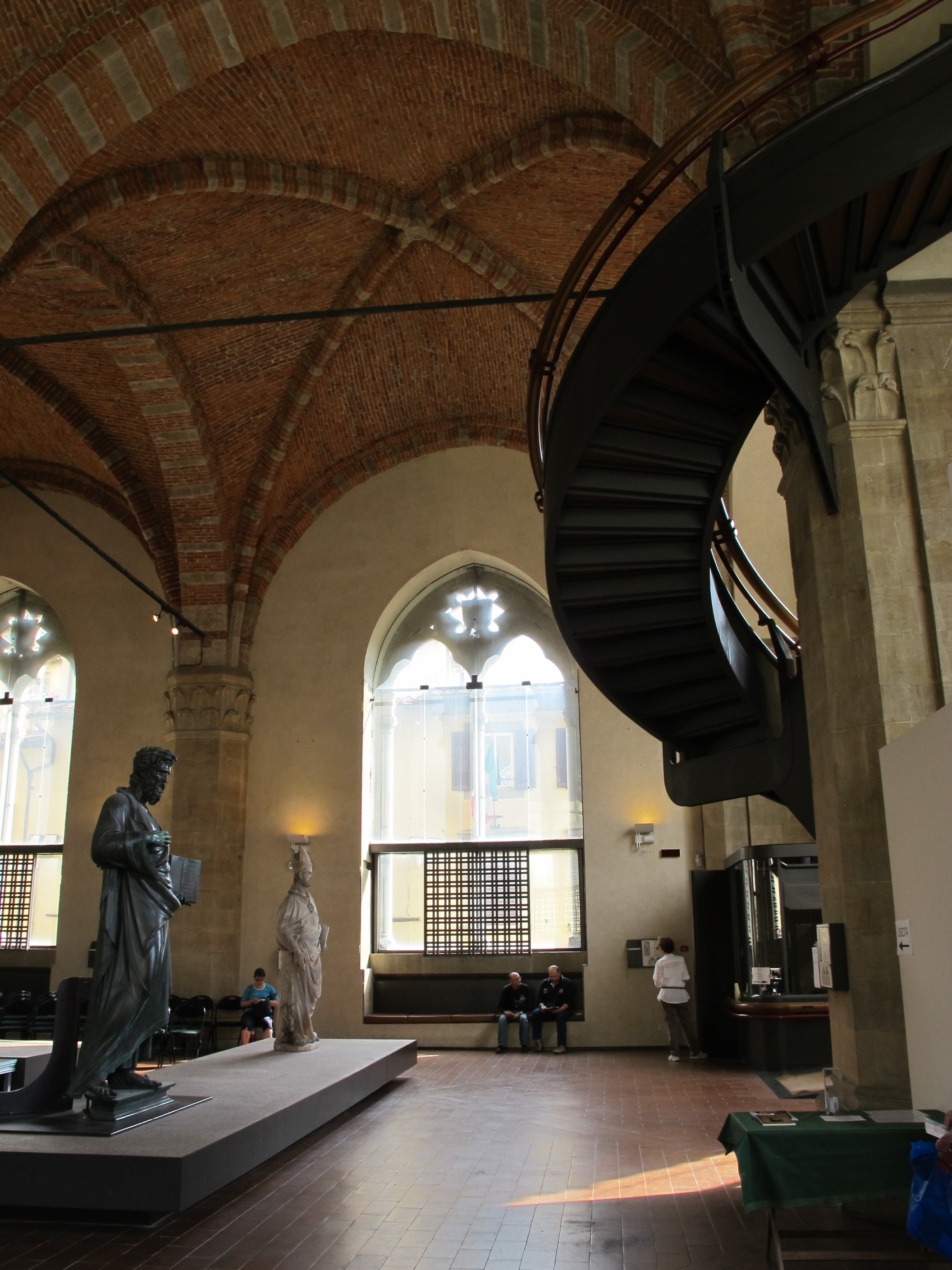
L'escalier moderne en bois montant vers le second étage.

### Le second étage
Accessible par un monumental escalier de bois en hélice, y sont exposées quarante statues de saints et des prophètes exécutées en pietra bigia ou en pietra forte, d'un mètre environ de haut, provenant du haut des colonnes de soutien des ouvertures trifores extérieures. Elles ont été restaurées par l'Opificio delle pietre dure dans les années 1950 et 1960. Des originaux, certains avaient été retirés en 1876, quatre sont au Bargello et les autres au musée lapidaire de San Marco.
Les bancs destinés aux visiteurs ont été tirés des poutres d'origine enlevées dans les années 1960.

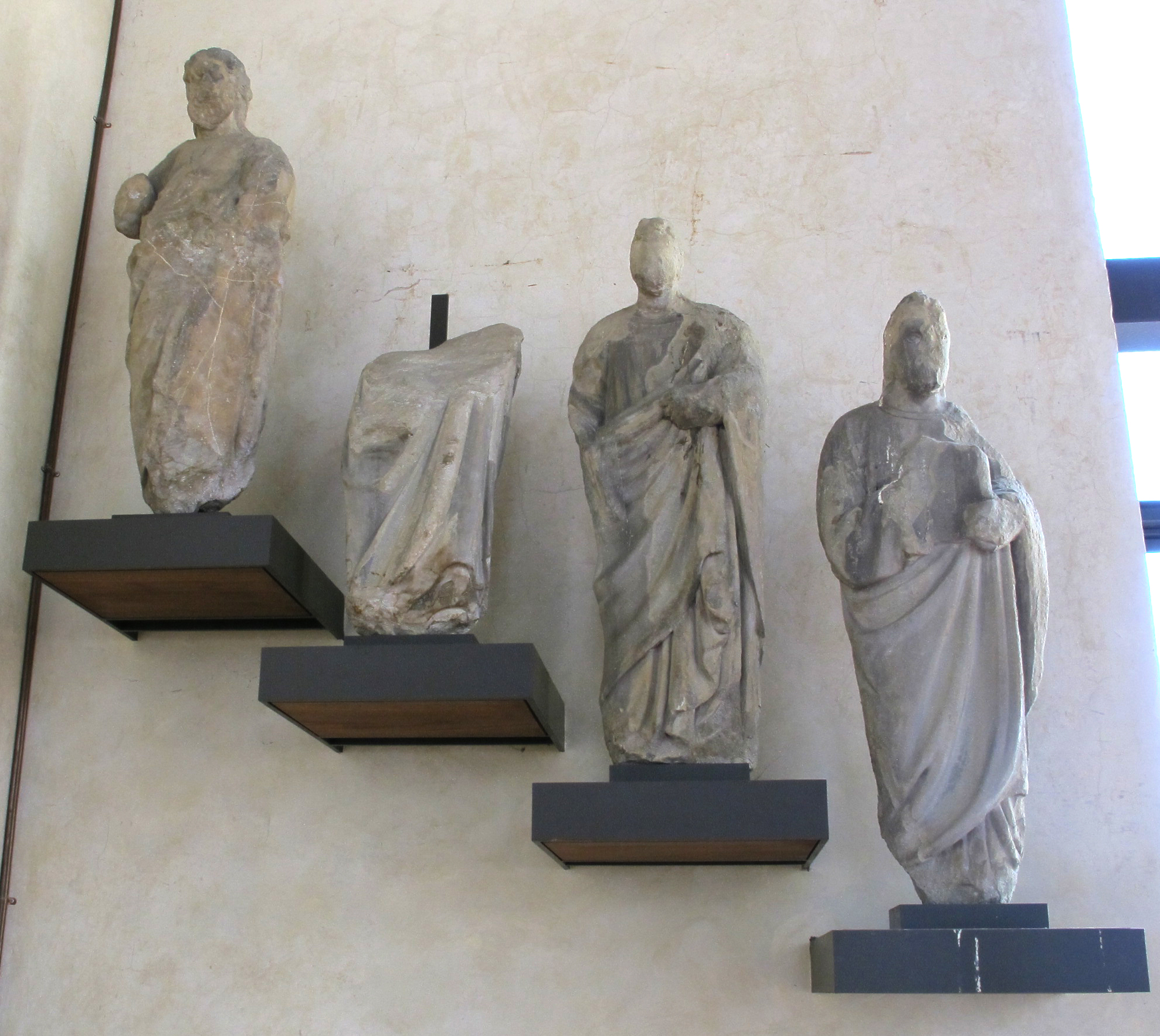
Vestiges.
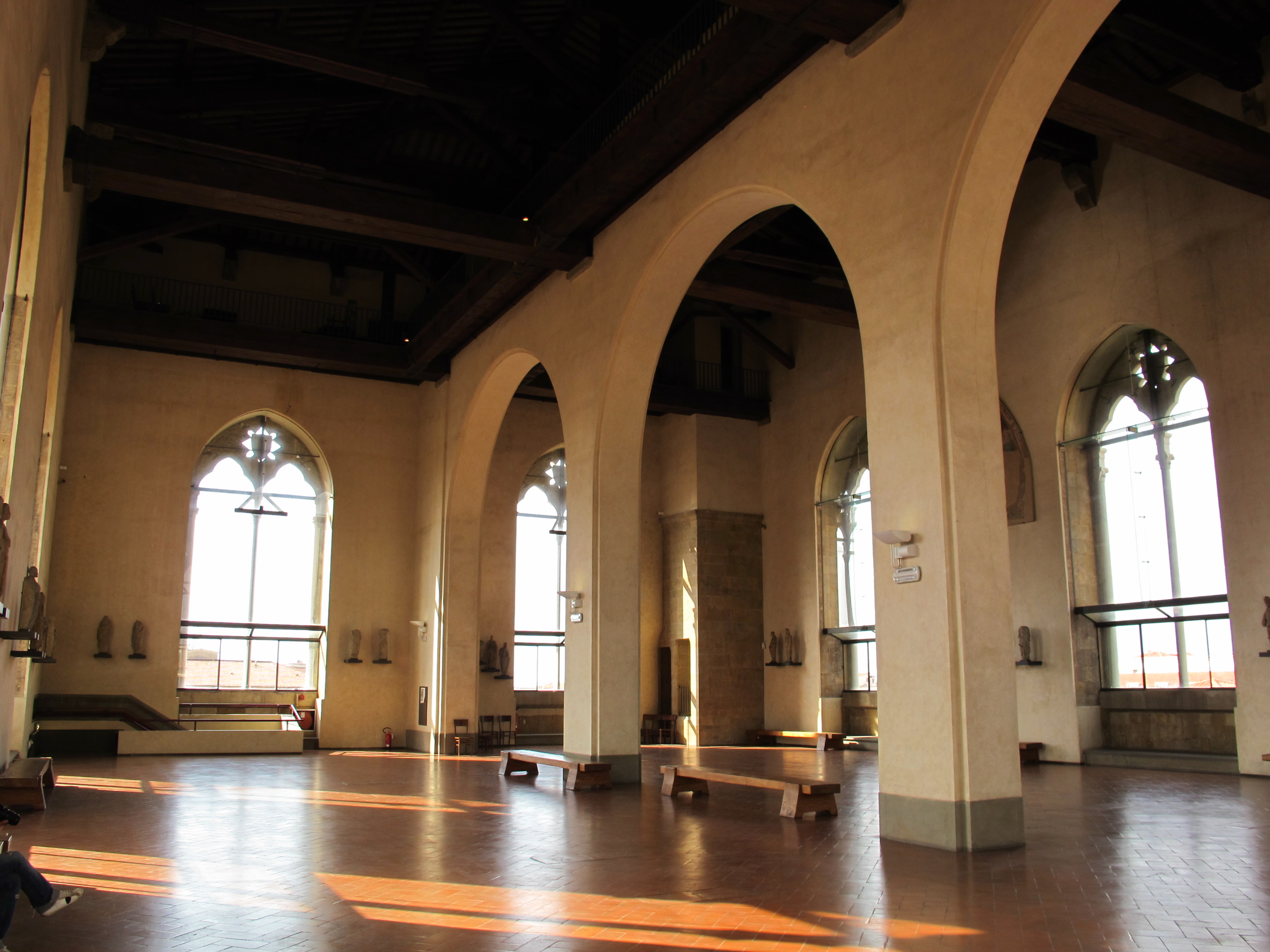
Les expositions du second étage
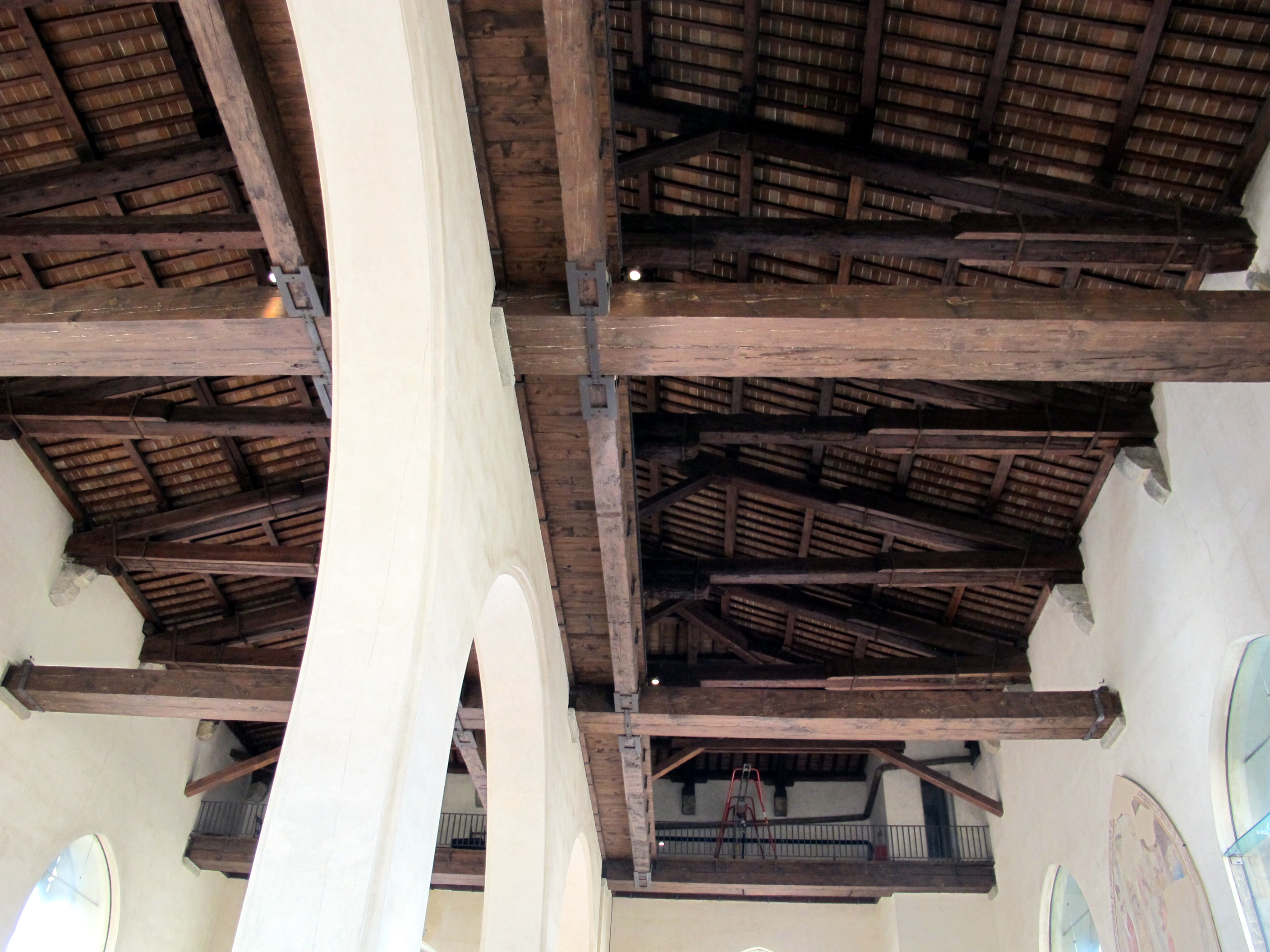
Le plafond du dernier étage.

## Originaux des statues des niches exposés
| Img | Auteur                              | Statue                     | Matériaux | Année      | Hauteur en cm | Corporation                          |
| --- | ----------------------------------- | -------------------------- | --------- | ---------- | ------------- | ------------------------------------ |
|     | Andrea del Verrocchio               | Incredulità di San Tommaso | bronze    | 1467-1483  | 241 e 203     | Tribunale della Mercanzia            |
|     | Lorenzo Ghiberti                    | San Giovanni Battista      | bronze    | 1412-1416  | 268           | Arte di Calimala                     |
|     | Baccio da Montelupo                 | San Giovanni Evangelista   | bronze    | 1515       | 266           | Arte della Seta                      |
|     | Pietro di Giovanni Tedesco (attr.)  | Madonna della Rosa         | marbre    | 1399 circa | 220           | Arte dei Medici e Speziali           |
|     | Niccolò di Pietro Lamberti (?)      | San Jacopo                 | marbre    | 1410-1422  | 213           | Arte dei Pellicciai                  |
|     | Donatello                           | San Marco                  | marbre    | 1411-1413  | 248           | Arte dei Linaioli e Rigattieri       |
|     | Nanni di Banco                      | Sant'Eligio                | marbre    | 1417-1421  | 240           | Arte dei Fabbri                      |
|     | Lorenzo Ghiberti                    | Santo Stefano              | bronze    | 1427-1428  | 260           | Arte della Lana                      |
|     | Nanni di Banco                      | Quattro Santi Coronati     | marbre    | 1409-1417  | 203           | Arte dei Maestri di Pietra e Legname |
|     | Nanni di Banco                      | San Filippo                | marbre    | 1410-1412  | 250           | Arte dei Calzolai                    |
|     | Filippo Brunelleschi ? et Donatello | San Pietro                 | marbre    | 1408-1413  | 243           | Beccai                               |
|     | Giambologna                         | San Luca                   | bronze    | 1597-1602  | 273           | Arte dei Giudici e Notai             |
|     | Lorenzo Ghiberti                    | San Matteo Evangelista     | bronze    | 1420       | 270           | Arte del Cambio                      |